# Эзра, Джордж
Джордж Эзра Барнет (англ. George Ezra; род. 7 июня 1993 года) — британский автор-исполнитель песен. После выпуска двух мини-альбомов «Did You Hear the Rain?» в октябре 2013 и «Cassy O'» в марте 2014 года, Эзра пишет сингл «Budapest», который достигает вершин чартов во многих странах и первой позиции в Австрии, Бельгии, Новой Зеландии и Чехии. Дебютный студийный альбом исполнителя «Wanted on Voyage», выпущенный 30 июня 2014 года, достиг первого места в Великобритании и вошёл в десятку лучших в 7 странах. Он также являлся третьим по продажам в 2014 году в Великобритании. В 2019 году стал лауреатом премии BRIT Award лучшему британскому соло исполнителю.

## Биография
Джордж Эзра Барнет родился в Хартфорде, Хартфордшир. В 18 лет он переехал в Бристоль и поступил в октябре 2011 года в Британский и Ирландский институт современной музыки. Менее чем через год он подписал контракт с Columbia Records. Он участвовал в фестивале в Гластонбери в 2013 году, перед тем, как выпустить дебютный мини-альбом «Did You Hear the Rain?». Его песня «Budapest» вошла в 10 лучших в 15 странах и достигла первого места в Австрии, Чехии и Новой Зеландии. В июне 2014 года сингл «Budapest» дебютировал на 4-й позиции в чартах Великобритании, только в Великобритании было продано 400 000 копий. В 2015 году Эзра был номинирован в четырёх категориях на BRIT Awards.

## Дискография
Эзра выпустил два студийных альбома, 2 мини-альбома, 10 синглов и 9 видеоклипов. Его дебютный альбом «Wanted on Voyage», выпущенный 30 июня 2014 года, достиг первого места в Великобритании и вошёл в десятку лучших в 7 странах, включая Австралию. Альбом достиг 19 места в Billboard 200 в США. Он также являлся третьим по продажам в 2014 году в Великобритании. Эзра выпустил 6 синглов из этого альбома: «Did You Hear the Rain?», «Budapest», «Cassy O'», «Blame It on Me», «Listen to the Man» и «Barcelona».
23 марта 2018 года был выпущен второй альбом «Staying at Tamara’s», который достиг первого места в чартах Великобритании. В 2022 году выпустил третий альбом «Gold Rush Kids», который также стал первым в Великобритании.

### Студийные альбомы
| Название            | Описание                                                                 | Наивысшая позиция | Наивысшая позиция | Наивысшая позиция | Наивысшая позиция | Наивысшая позиция | Наивысшая позиция | Наивысшая позиция | Наивысшая позиция | Наивысшая позиция | Наивысшая позиция | Сертификация                                                                                     |
| Название            | Описание                                                                 | UK                | AUS               | AUT               | BEL               | CAN               | GER               | IRE               | NZ                | SWI               | US                | Сертификация                                                                                     |
| ------------------- | ------------------------------------------------------------------------ | ----------------- | ----------------- | ----------------- | ----------------- | ----------------- | ----------------- | ----------------- | ----------------- | ----------------- | ----------------- | ------------------------------------------------------------------------------------------------ |
| Wanted on Voyage    | - Выпуск: 30 июня 2014 - Лейбл: Columbia - Формат: CD, digital download  | 1                 | 4                 | 9                 | 13                | 19                | 8                 | 5                 | 4                 | 6                 | 19                | - UK: 3× Платиновая - AUS: Платиновая - FRA: Золотая - GER: Золотая - NZ: Золотая - SWI: Золотая |
| Staying at Tamara's | - Выпуск: 23 марта 2018 - Лейбл: Columbia - Формат: CD, digital download | 1                 | 7                 | 6                 | 21                | 22                | 10                | 2                 | 8                 | 6                 | 68                | - BPI: Platinum                                                                                  |

### Мини-альбомы
| Название               | Описание                                                                               |
| ---------------------- | -------------------------------------------------------------------------------------- |
| Did You Hear the Rain? | - Выпуск: 25 октября 2013 - Лейбл: Sony Music Entertainment - Формат: Digital download |
| Cassy O'               | - Выпуск: 7 марта 2014 - Лейбл: Sony Music Entertainment - Формат: Digital download    |

### Синглы
| «Did You Hear the Rain?»               | 2013 | —  | —  | 72 | — | —  | —  | 89 | — | —  | —  | | Wanted on Voyage    |
| «Budapest»                             | 2013 | 3  | 5  | 1  | 7 | 24 | 3  | 4  | 1 | 7  | 32 | - UK: Платиновая - AUS: 3× Платиновая - AUT: Золотая - BEL: Золотая - CAN: Платиновая - GER: Платиновая - NZ: 2× Платиновая - SWI: Золотая - US: Платиновая | Wanted on Voyage    |
| «Cassy O'»                             | 2014 | 70 | —  | —  | — | —  | —  | —  | — | —  | —  | - UK: Серебряная | Wanted on Voyage    |
| «Blame It on Me»                       | 2014 | 6  | 10 | 11 | — | —  | 27 | 17 | 8 | 16 | —  | - UK: Платиновая - AUS: Платиновая - NZ: Золотая | Wanted on Voyage    |
| «Listen to the Man»                    | 2014 | 41 | —  | —  | — | —  | —  | 83 | — | —  | —  | - UK: Серебряная | Wanted on Voyage    |
| «Barcelona»                            | 2015 | —  | —  | —  | — | —  | —  | —  | — | —  | —  | - UK: Серебряная | Wanted on Voyage    |
| «Don’t Matter Now»                     | 2017 | 66 | —  | —  | — | —  | —  | —  | — | —  | —  | - UK: Серебряная | Staying at Tamara’s |
| «Paradise»                             | 2018 | 2  | —  | 2  | — | —  | 24 | 5  | — | 38 | —  | - UK: Платиновая - IFPI AUT: Gold | Staying at Tamara’s |
| «Shotgun»                              | 2018 | 1  | 1  | 4  | 1 | —  | 12 | 1  | 1 | 4  | —  | - UK: Платиновая - ARIA: 2× Platinum - IFPI AUT: Gold - RMNZ: Gold                                                                                          | Staying at Tamara’s |
| «—» значит сингл не появлялся в чартах |      |    |    |    |   |    |    |    |   |    |    | |                     |

## Награды и номинации
| Год  | Награда                | Категория                           | Номинант         | Результат | Ссылка |
| ---- | ---------------------- | ----------------------------------- | ---------------- | --------- | ------ |
| 2014 | BBC Music Awards       | Песня года                          | Budapest         | Номинация | [ 37 ] |
| 2015 | BRIT Awards            | Лучший британский новый исполнитель | Джордж Эзра      | Номинация | [ 38 ] |
| 2015 | BRIT Awards            | Лучший британский исполнитель       | Джордж Эзра      | Номинация | [ 38 ] |
| 2015 | BRIT Awards            | Лучший британский альбом            | Wanted on Voyage | Номинация | [ 38 ] |
| 2015 | BRIT Awards            | Лучший британский сингл             | Budapest         | Номинация | [ 38 ] |
| 2015 | YouTube Music Awards   | 50 исполнителей, стоящих просмотра  | Джордж Эзра      | Победа    | [ 39 ] |
| 2015 | Teen Choice Awards     | Рок-песня                           | Budapest         | Номинация | [ 40 ] |
| 2015 | MTV Video Music Awards | Лучшее видео дебютанта              | Budapest         | Номинация | [ 41 ] |
| 2019 | Brit Awards            | Лучший британский исполнитель       | Джордж Эзра      | Победа    |        |